# Condado de Johnston (Oklahoma)
O Condado de Johnston é um dos 77 condados do estado norte-americano do Oklahoma. A sede do condado é Tishomingo, que também é sua maior cidade.
A área do condado é de 1705 km² (dos quais 36 km² são cobertos por água) e a população estimada de 11 085 habitantes em 2019, uma densidade populacional de 6.50 hab/km².

## Condados adjacentes
- Condado de Pontotoc (norte)
- Condado de Coal (nordeste)
- Condado de Atoka (leste)
- Condado de Bryan (sudeste)
- Condado de Marshall (sul)
- Condado de Carter (oeste)
- Condado de Murray (noroeste)

## Cidades e Vilas
- Bromide
- Mannsville
- Milburn
- Mill Creek
- Ravia
- Tishomingo
- Wapanucka